# Bodegas Góngora

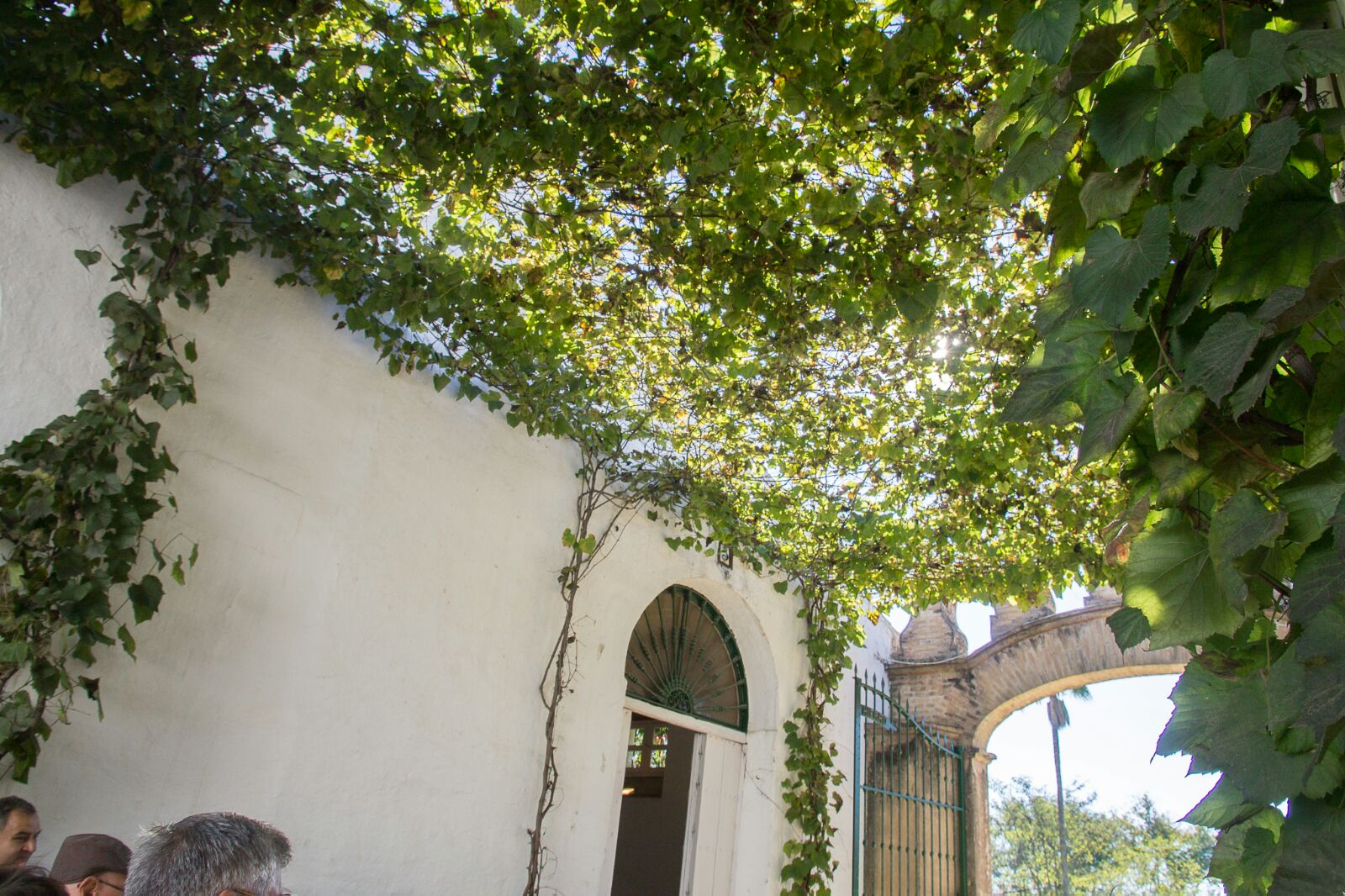
Arco histórico de entrada a Bodegas Góngora de Villanueva del Ariscal (Sevilla)

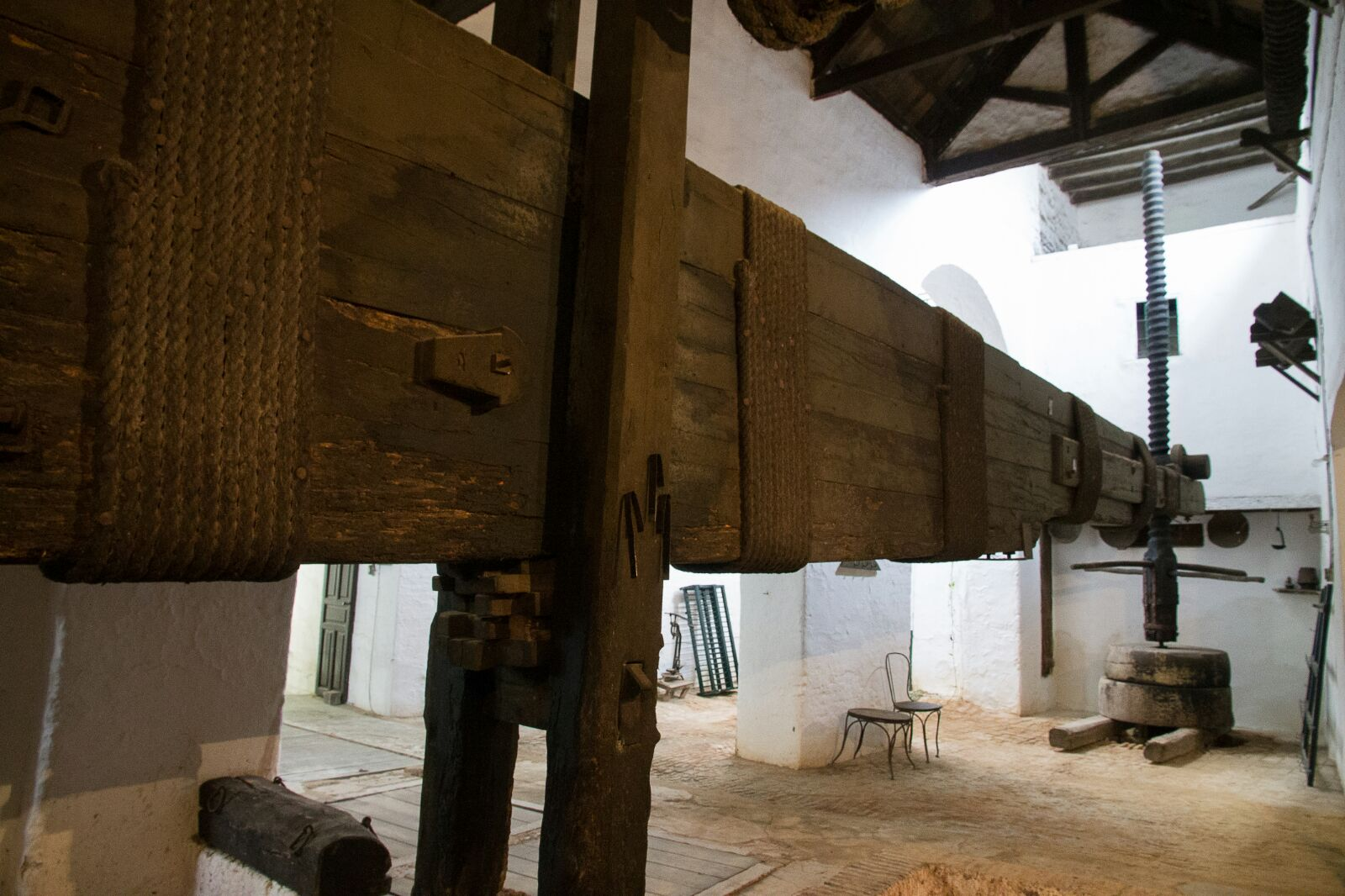
Vista general de la Viga de Husillo y Quintal de Bodegas Góngora

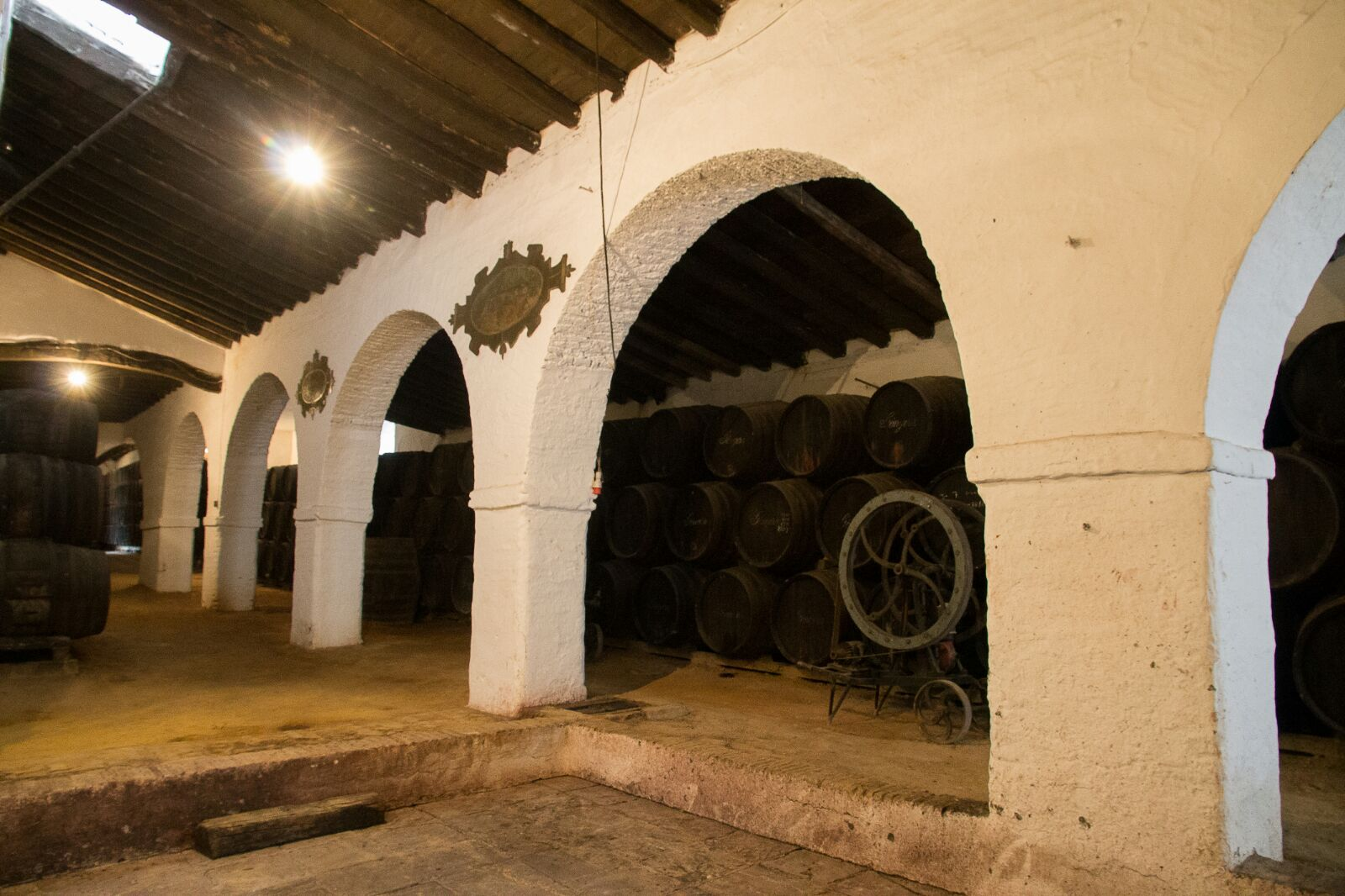
Vista del lagar de Bodegas Góngora de Villanueva del Ariscal (Sevilla)

El complejo de las Bodegas Góngora, denominado también Hacienda Pata de Hierro, cuyas primeras referencias documentales datan del siglo XVI, es un monumento inscrito en el Catálogo General del Patrimonio Histórico Andaluz. Permanece en su uso original conservando todos los elementos necesarios para la transformación del fruto y la producción del vino.

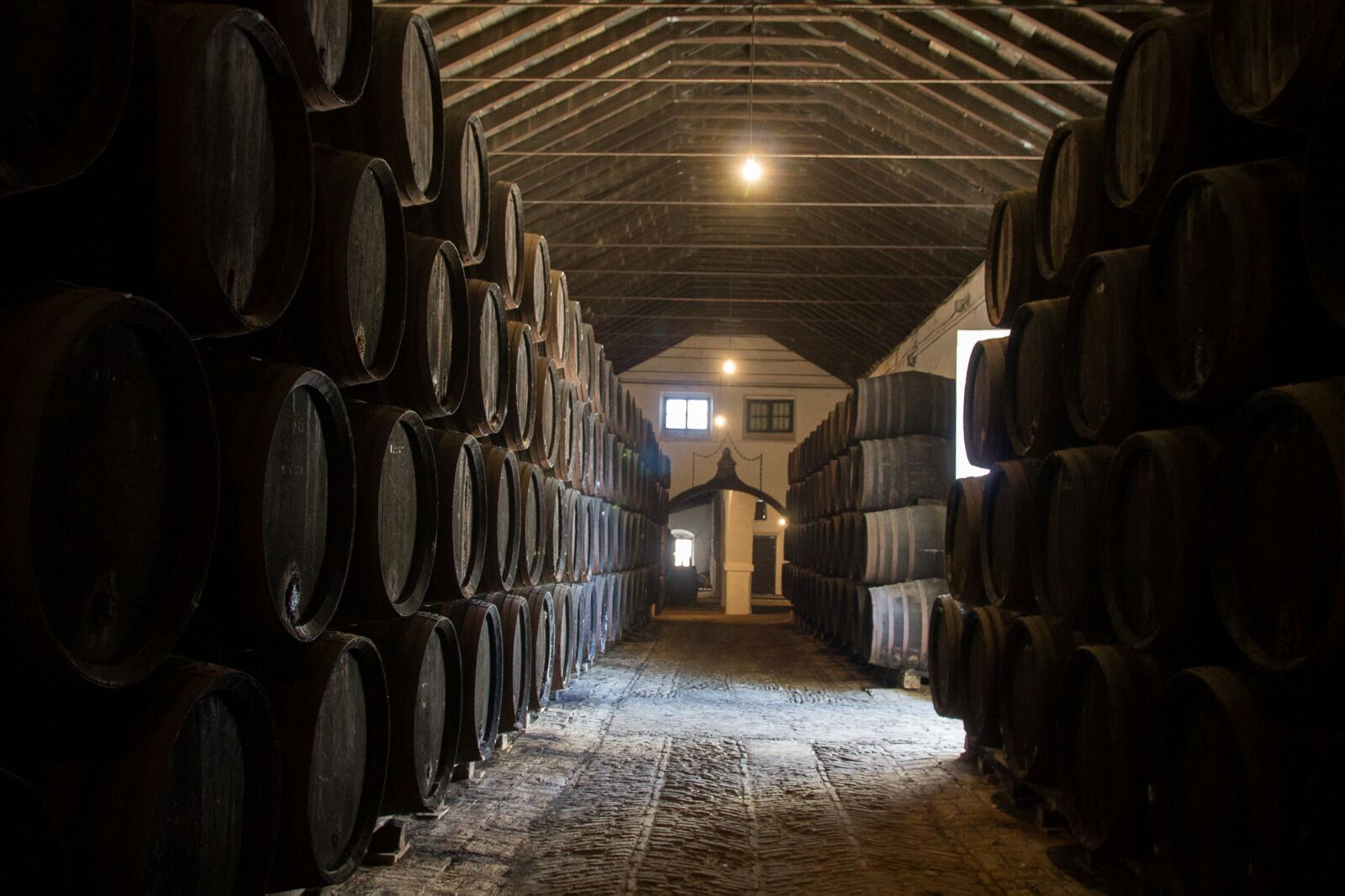
Interior de las Bodegas Góngora de Villanueva del Ariscal (Sevilla)

## Descripción
Bajo la denominación de Bodegas Góngora se aglutinan una serie de unidades catastrales contiguas, resultado de un proceso de anexión de propiedades que comprenden construcciones de producción, almacenamiento (bodega), y de carácter residencial. Aunque agrupadas dentro de la misma explotación, las características constructivas de lo edificado permiten, todavía, detectar con claridad los límites de las diversas parcelas catastrales que la integran.
Lo que sería la bodega primitiva comprendería vivienda, lagar y bodega, si bien estas unidades no se corresponden exactamente con las actuales, ni siquiera en lo que se refiere a las relaciones entre las distintas partes. La vivienda, de dos plantas, se desarrolla en dos crujías, una paralela a la calle y otra perpendicular, adosada a la medianera. En la intersección de ambas crujías se situaba la escalera que comunicaría ambas plantas, desembocando en el nivel superior en una galería a la que se abrirían las distintas estancias. El patio que a pesar de las transformaciones conserva su carácter doméstico quedaría definido en dos de sus frentes por la vivienda; el tercer lado lo cerraría el muro de la bodega, mientras que, hacia atrás, el patio se abre a la parcela.
La vivienda se construye con muros de carga, forjados de madera y cubierta a dos aguas de teja árabe. Tras diversos avatares, se remodela afectando, no solo a la relación entre vivienda y bodega, sino a los propios límites de esta. De hecho la vivienda se asoma desde la planta superior al interior de la nave del lagar.
Anexo a la vivienda, se desarrolla el núcleo de la bodega original compuesto consecutivamente por lagar, nave de la viga y bodega, definiendo una estructura de naves perpendiculares a la fachada que están construidas mediante muros de carga y cubierta de cerchas de madera con cubrición de teja a varias aguas.
El lagar que se sitúa anexo a la vivienda, tiene un primer tramo que se abre a la fachada mediante cuatro huecos de los cuales, los dos inferiores, dispuestos a una cierta altura del pavimento, servían para descargar la uva desde los carros. La cubierta de este primer tramo vierte a la calle mientras que los posteriores se resuelven de manera diversa, con una falta de homogeneidad que quizás se debe a la reforma de la vivienda.
La nave contigua es la que alberga la viga. Queda definida por dos muros divergentes que se abren hacia la fachada, sobre los que apoyan cinco cerchas de madera, de par y pendolón sobre las que se dispone la tablazón y la teja. La nave de la viga y la del lagar se comunican a través de grandes arcos de medio punto que se abren en el muro medianero, mientras que el opuesto, el que linda con lo que sería la bodega, sería originalmente ciego -salvo un hueco de comunicación en el tramo intermedio-. Sin embargo, en una operación posterior que acompañaría el desplazamiento del lagar hacia esta nave, se perfora el muro mediante una doble arcada cuyo vano intermedio apoya en pilares de fundición. Además de las características constructivas del apeo de los arcos, se evidencia la posterioridad de la intervención en la solería. Mientras que el primer tramo, anexo a la fachada, la zona de la viga y el lagar mantiene la solería de losas de adobe, en el sector incorporado de la bodega se emplean losas de tarifa de mayor formato. La nave siguiente, la denominada La Eusebia, destinada también a bodega, se comunica con la anterior mediante una serie de arcos que se abren en el muro intermedio. En cuanto a la cubierta, se resuelve con un plano continuo inclinado de tejas que prolonga la pendiente de la nave que alberga la viga y que apoya sobre un entramado de tablazón y rollizos.
Las naves destinadas a bodega, las de La Eusebia y El Oscuro, son de mayor longitud que las correspondientes a la viga y el lagar, presentando tramos con forjado plano que se corresponden con dependencias de la vivienda y que seguramente son fruto de la operación de segregación de las viviendas.
Constructivamente, esta parte del complejo mantiene básicamente su configuración original a pesar de haber perdido toda funcionalidad en la manipulación del fruto. En la parte de fachada, el pavimento aparece rehundido respecto al resto y con una pendiente hacia atrás, donde aparecen las rejillas que recogen el zumo de la uva, conduciéndolo hacia los depósitos que se sitúan en el tramo intermedio. La solería de la zona de pisado y prensado es de adobe y losa de tarifa, apreciándose todavía en el pavimento una huella circular bajo la viga que se correspondería con la soga que ciñe el aprieto. Hacia atrás, en los siguientes tramos se observan diversos pavimentos -albero, ladrillo a sardinel y tabla, y mortero de cemento-, pavimentos que se ven interrumpidos por las tapas de registro de los depósitos. Finalmente, la zona de bodega se pavimenta de manera uniforme con albero compactado.

## Historia de Bodegas Góngora
Actualmente las Bodegas Góngora (1682) son las bodegas en activo más antiguas de Andalucía y la segunda a nivel nacional tras las famosas Bodegas de Codorniu (1551).

### Sistema de Soleras
Es el sistema utilizado para la crianza y envejecimiento de los vinos finos y generosos. Las criaderas y soleras están formadas por un conjunto de botas de madera de roble americano colocadas en forma de hileras, siendo la primera de estas hileras la solera, nombre que recibe al encontrarse sobre el suelo.
Las botas de una criadera o solera no están totalmente llenas o vacías. Al menos una tercera parte del vino siempre permanece en la bota para transmitir sus cualidades y características al nuevo vino, haciéndolo similar a él. Una vez que el vino es sacado de la solera para ser embotellado, esta es rellenada con vino de la primera criadera, la cual a su vez se rellena con vino de la segunda, y esta con el de la tercera. Esta tercera criadera es la que recibe los vinos que han estado el año entero en observación tras la vendimia.